# Євенко Віктор Миколайович
Віктор Миколайович Євенко (16 листопада 1987,  Україна — 18 березня 2023, Україна) – військовослужбовець Збройних сил України, сержант. Учасник російсько-української війни, битви за Бахмут. Воював у  77-мій окремій аеромобільній Наддніпрянській бригаді  у складі Десантно-штурмових військ Збройних сил України. Народився 16 листопада 1987 року в с.Панасівка, Липоводолинського району, Сумської області.
Героїчно загинув 18 березня 2023 року в боротьбі за незалежність та свободу України при виконанні бойового завдання в Бахмутському районі Донецької області.
Поховали десантника у рідному селі 24 березня 2023 року.
Залишилися мати, дружина, неповнолітній син, брат, родичі та друзі.

## Нагороди
- Указом Президента України від 28 вересня 2023 року №599/2023 "Про відзначення державними нагородами України"[3], за особисту мужність і героїзм, виявлені при виконанні бойового завдання у захисті державного суверенітету та територіальної цілісності України, самовіддане виконання військового обов’язку сержант 1 аеромобільного відділення 1 аеромобільного взводу 6 аеромобільної роти 2 аеромобільного батальйону військової частини А4355 Віктор ЄВЕНКО  нагороджений Орденом "За мужність" III ступеня (посмертно).